# Ратомка (станция)
Ра́томка (бел. Ра́тамка) — железнодорожная станция, расположенная в Минском районе. Между платформой Минское Море и остановночным пунктом Крыжовка.
Станция расположена в одноимённом посёлке городского типа.

## Стоимость
- Стоимость проезда от станции Минск-Пассажирский — 0,44 рубля, от станции Молодечно — 1,39 рубля.
- Стоимость проезда на поездах городских линий составляет 1 рубль, независимо от станции назначения на участке Минск-Беларусь.

## В пути
Время в пути со всеми остановками около 26 минут.